# سوخو تی-۶۰اس
سوخو تی-۶۰اس (به انگلیسی: Sukhoi T-60S) یک هواگرد ساختِ کارخانهٔ سوخو است.